# Железнички комплекс Јасеново на прузи Вршац—Бела Црква
Железнички комплекс Јасеново на прузи Вршац—Бела Црква, представља непокретно културно добро као споменик културе.
Године 1856. и 1857. настављена је изградња пруге кроз Војводину. Део који пролази кроз југоисточни Банат од Јасенова преко Вршца спајао се са Темишваром и даље преко Мађарске са Будимпештом и Бечом. Ова деоница је пуштена у собраћај 20. јула 1858. године. У исто време саграђена је зграда железничке станице, окретница за локомотиве и бунар за црпљење воде.

## Изглед комплекса
Зграда железнилчке станице је саграђена од тврдог материјала, а покривена је фалцованим црепом. Зграда је служила и као хотел где су путници одседали. Претрпела је извесне измене да би се прилагодила потребама савременог и модернијег саобраћаја.
У близини станичне зграде налази се окретница за локомотиве. Направљена је у Бечу 1868. године. Кружног је облика, пречника 14 метара. У кругу је смештен механизам са шинама за окретање локомотиве. Механизам су окретала два човека уз помоћ металне полуге.
Бунар за црпљење воде налази се двеста метара до станичне зграде а сто метара од окретнице. Пречника је око 6m а дубине 30m. Изграђен је опеком и омалтерисан. Вода из бунара се црпела уз помоћ локомотиве а даље преко цеви се пребацивала у цистерну одакле су је узимале локомотиве. Данас су и окретница и бунар ван употребе.